# 木内喜八
木内 喜八（きうち きはち、1827年6月5日（文政10年5月11日） - 1902年（明治35年）8月19日）は、幕末から明治時代に活躍した日本の木工芸家である。
号は梅里道人、幼名は友吉。

## 経歴・人物
江戸の深川（現在の東京都江東区）に船大工の棟梁の設計に携わった家系の子として生まれる。初めは山田流の琴職人であった重元平八の門人となり、指物象嵌について学ぶ。その後は家業であった船大工や鞘、西洋の鉄砲等多くの制作に携わった。
後に木細工の製作に専念し、同時期に加賀藩の前田家に仕える。1877年（明治10年）に開催された第1回内国勧業博覧会に喜八の作品が出品され、次回の1881年（明治12年）に開催された第2回内国勧業博覧会に2回連続で出品された。喜八の作風は正倉院に所蔵されている古典作品を基に、独創的なものであった。その作風は養子（妹の子）の木内半古や、孫の木内省古と三代に受け継がれている。なお半古は父が死去するまで、親子二代で正倉院の修理に携わった。

## 受賞歴
- 鳳紋賞 ‐ 1877年受賞[3]。
- 妙技2賞 - 1881年受賞[4]。

## 主な作品
- 『紫壇製木画香棚』‐ 第1回内国勧業博覧会出品[2]。
- 『波千鳥蝶嵌火鉢』‐ 1896年（明治29年）制作[3]。